# 1980-те
1980-те („осемдесетте години на 20 век“, съкратено „осемдесетте“) е десетилетието от 1 януари 1980 до 31 декември 1989 г.
През това десетилетие настъпват големи социално-икономически промени в резултат на напредъка в науката и технологиите и преминаването в много страни от планова икономика към лесе-фер капитализъм. Мнозина икономисти са на мнение, че глобалните икономически тенденции през 1980-те поне отчасти се свързват с рейгъномиката – период на рекордно икономическо развитие в историята на САЩ.
В резултат на икономическата либерализация редица многонационални корпорации в областта на производството се преместват от развитите страни в Тайланд, Мексико, Южна Корея, Тайван и Китай. Япония и Западна Германия отбелязват голям икономически ръст. През десетилетието започва СПИН пандемията, жертва на която към 2013 стават около 39 милиона души. Учените оповестяват настъпването на глобалното затопляне.
Обединеното кралство и САЩ възприемат все-повече принципите на икономика на предлагането, започвайки тенденция към стабилност в международната търговия, която ще се затвърди през следващото десетилетие, когато разпадането на СССР прави по-популярни десните икономически политики.
Последното десетилетие на Студената война започва с неизменната конфронтация между суперсилите САЩ и СССР, която обаче ескалира след като президентът Рейгън се отказва от политиката на задържане и възприема по-агресивна позиция поради съветската намеса в Афганистан, което води до ново замразяване на отношенията. САЩ също се намесва с военна сила в Никарагуа, Салвадор и остров Гренада, където има антиамерикански настроени правителства и партизански движения. През 1983 г. Рейгън обявява нова отбранителна инициатива (наричана „междузвездни войни“), която поне за известно време спира американско-съветските преговори за разоръжаване.
През 1988 г. Михаил Горбачов изтегля съветските войски от Афганистан. Той провежда множество икономически и политически реформи – гласност и перестройка, довели до рухване на социалистическата система. Една по една държавите сателити на СССР отхвърлят старите си правителства и те са заменени от демократични. Поредицата от събития в Централна и Източна Европа през есента на 1989 г. е известна като „есента на народите“. В резултат на промените към 1988 г. отношенията между Изтока и Запада се подобряват и Студената война отшумява.
Развиващите се страни срещат все по-често икономически трудности и са изправени пред дългови кризи, за които се налага намесата на Международния валутен фонд и Световната банка. В средата на десетилетието в Етиопия настъпва глад, довел до множество жертви, и преодолян с помощ от чужбина, включително известният концерт Live Aid през 1985 г.
В Близкия изток продължават въоръжените конфликти и насилието. Към войната в Афганистан се добавят Ирано-иракската война, войната в Ливан, Нагорнокарабахският конфликт, бомбардировките на Либия и първата интифада в ивицата Газа и Западния бряг на р. Йордан. Ислямизмът става мощна политическа сила и са основани множество терористични организации, включително Ал-Каида.
Генетиката отбелязва значителен напредък и след години експерименти върху животни през 1989 е предприета първата генетична модификация при хора, довела до създаването на генна терапия. Родени са първите „дизайнерски бебета“ по метода на асистирана репродукция. Сурогатното майчинство е приложено за първи път през 1986 г.
Във втората половина на 1980-те се развиват компютърните мрежи и Интернет – зародил се първоначално в университети в САЩ под формата на USENET, Fidonet и Bulletin Board System. Към 1989 Интернет става глобална мрежа, обхванала развитите страни с презокеански и сателитни връзки. Въз основа на опита си от 1980-те Тим Бърнърс-Лий създава концепцията за уеб към 1989 и прави първите демонстрации през декември 1990 и 1991 г. Телевизията прониква и в развиващите се страни, като броят на приемниците в Китай и Индия нараства съответно 15 и 10 пъти.